# 리파트 일디츠
리파트 일디츠(독일어: Rifat Yildiz, 튀르키예어: Rıfat Yıldız 르파트 이을드즈[*], 1971년 3월 19일~)는 튀르키예 출신 독일의 전 레슬링 선수이다. 올림픽에 4회 참가했으며  1992년 하계 올림픽 그레코로만형 밴컴급에서 은메달을 획득했다. 또한 세계 선수권 대회에서 금메달 2개, 은메달 1개, 유럽 선수권 대회에서 금메달 1개, 동메달 4개를 획득했다.